# マット・ロジェルスタッド
マット・ロジェルスタッド（Matt Rogelstad, 1982年9月13日 - ）は、カナダ出身の野球選手。
ポジションは内野手。右投左打。現在はワシントン・ナショナルズのA級でプレーしている。
内野ならどこでも守れるユーティリティープレーヤー。2006年のワールドベースボールクラシックカナダ代表に選出されている。